# Izlaz (okręg Alba)
Izlaz – wieś w Rumunii, w okręgu Alba, w gminie Arieșeni. W 2011 roku liczyła 123 mieszkańców.